# パルミジャーノ・レッジャーノ

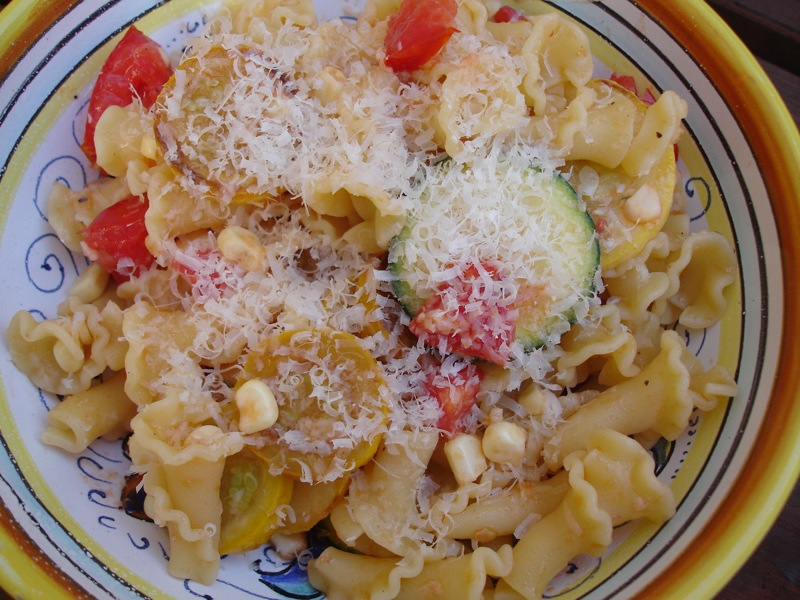
イタリアチーズの王様

パルミジャーノ・レッジャーノ（伊: parmigiano reggiano）はイタリアを代表するチーズのひとつ。「イタリアチーズの王様」とも呼ばれる。日本でパルメザンチーズとして販売されている粉チーズの多くはこのパルミジャーノ・レッジャーノをベースにしているがイタリア以外で製造されたものであり、パルミジャーノ・レッジャーノとは別物である。
名称は地名（パルマとレッジョ）に由来する。パルマ県、レッジョ・エミリア県、モデナ県などのエミリア・ロマーニャ州およびロンバルディア州の一部で作られ、DOPの認定を受けたものだけが刻印を押されて「パルミジャーノ・レッジャーノ」を名乗ることができ、認定を受けられなかったものは側面に×印をうたれてしまう。

## 生産
原料は、前日に搾った牛乳を一晩置いて分離した乳脂肪分を抜いたものと当日の朝搾った牛乳を混合したものを用いるので、1日に1回だけ製造できる。
水分を完全に抜き切り、18か月から36か月、長いものでは5年以上熟成させるため、超硬質のハードチーズとなり、アミノ酸が結晶化して白い斑点ができる。
この製造過程で出来る乳脂肪分はマスカルポーネなどの原料に使われ、乳清はプロシュット・ディ・パルマ用の豚の飼料になる。
主にすりおろしてパスタなどにかけられるほか、塊のままバルサミコ酢に浸して食べられる。このチーズを加えるだけで料理の味が格段に増すことから、「イタリアチーズの王様」と呼ばれている。
ポー川流域で作られているよく似た製法のチーズにグラナ・パダーノがあり、どちらもグラーナと呼ばれる種類のチーズだが、パルミジャーノ・レッジャーノはより狭い地域で生産されるものである。
30キログラム以上になるひと塊りのパルミジャーノ・レッジャーノは高価であり、また熟成に最低でも1年かかるため、すぐに収入にならないことなどから、イタリアの一部の銀行は業者から熟成前のパルミジャーノ・レッジャーノを担保として預かり、ローンを提供している。そのため、対応の銀行はパルミジャーノ・レッジャーノの熟成庫を所有している。むろん、一般に販売されている完成品を購入しても、このローンの担保には使用できない。

## パルメザンチーズ
日本語のパルメザンチーズという名称はフランス語の fromage parmesan [fʁɔmaːʒ.paʁməzɑ̃]（フロマージュ・パルメザン）と英語の parmesan cheese [ˈpɑ˞ːməˌzɑːn.ˈt͡ʃiːz / ˈpɑːməˌzæn.ˈt͡ʃiːz]（パーマザーン・チーズ）の組み合わせから作られている。一般的には「パルミジャーノ・レッジャーノ風のチーズ」の意味で用いられているが、日本ではアメリカ経由で粉チーズの形態で入ってきたので、粉チーズの総称として呼ばれるようになり、ナポリタンやミートソーススパゲッティのトッピングとして普及している。日本やアメリカ合衆国では クラフト社のパルメザンチーズ（粉チーズ）が最も有名である。
パルメザンチーズはアメリカ合衆国や日本、アルゼンチンなどでも生産されている。パルメザンチーズの熟成期間はパルミジャーノ・レッジャーノよりも短いことが多く風味も及ばないが、パルミジャーノ・レッジャーノよりも安価である。ただし、パルミジャーノ・レッジャーノのDOP規格からは外れているため欧州連合諸国ではパルメザンチーズと名乗ることはできなくなり、クラフト社のパルメザンチーズは欧州では Pamesello という商品名に改名された。
2019年2月1日に発効した日本・EU経済連携協定では、チーズを含む食品の地理的表示の保護が規定されており、「パルミジャーノ・レッジャーノ」も保護の対象とされているが、英語名称の「パルメザンチーズ」は例外措置として協定の発効後も使用することができる。

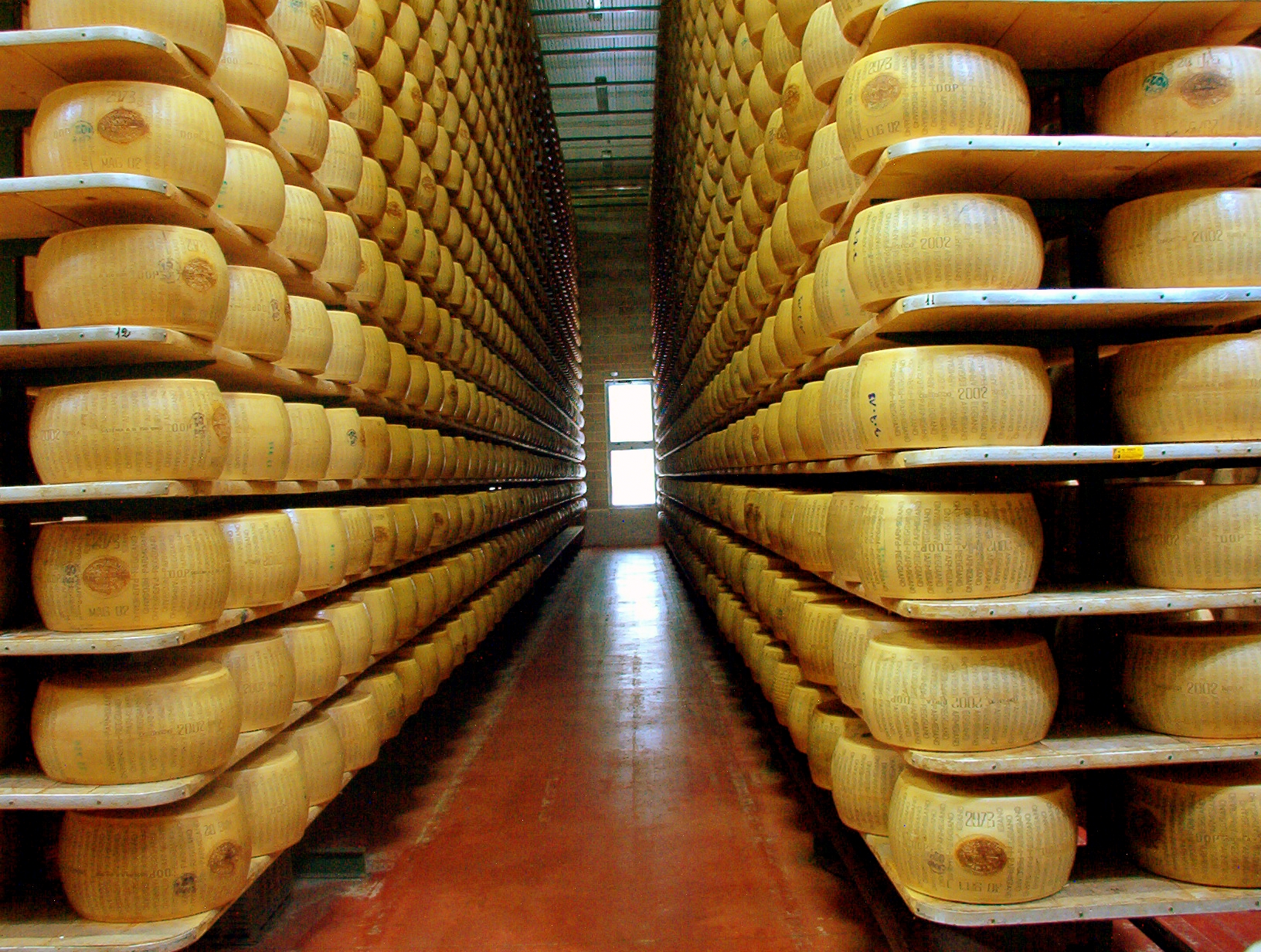
チーズを熟成させている様子

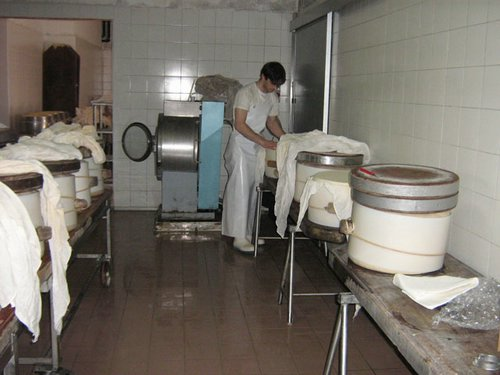
工場の様子